# Peter Meyer-Dohm
Peter Meyer-Dohm (* 25. April 1930 in Hamburg) ist ein deutscher Volkswirt, Hochschulrektor und Sachbuchautor.

## Leben und Wirken
Meyer-Dohm ließ sich von 1949 bis 1951 im Otto Meissner Verlag zum Verlagsbuchhändler ausbilden. Anschließend absolvierte er von 1951 bis 1954 ein Studium der Wirtschafts- und Sozialwissenschaften an den Universitäten Göttingen und Hamburg. Als Diplom-Volkswirt trat er 1955 eine Stelle als Wissenschaftlicher Assistent von Karl Schiller an der Universität Hamburg an. Er schrieb an seiner Dissertation Der westdeutsche Büchermarkt. Eine Untersuchung der Marktstruktur, zugleich ein Beitrag zur Analyse der vertikalen Preisbindung und erlangte 1956 den akademischen Grad „Dr. rer. pol.“. Nachdem er 1964 auch habilitiert hatte, unterrichtete er von 1964 bis 1965 an der Universität Hamburg als Privatdozent für Volkswirtschaftslehre. 1965 wurde er ordentlicher Professor für Wirtschaftslehre an der neu gegründeten Ruhr-Universität Bochum (RUB). Sein Spezialgebiet war die Wirtschaftspolitik und hier die Abhängigkeit der Bildung von den wirtschaftlichen Grundvoraussetzungen in Entwicklungsländern, wobei er hauptsächlich in Indien und anderen asiatischen Ländern forschte. Einige Jahre war er Mitglied des wissenschaftlichen Beraterstabs für das Bundesministerium für wirtschaftliche Zusammenarbeit und Entwicklung.
An der RUB war er von 1967 bis 1968 Dekan und von 1971 bis 1973 Prorektor. Am 15. Oktober 1975 begann seine Amtszeit als Rektor, die bis 1979 andauerte. 1981 verließ er die RUB und wurde Industrieberater. Er war von 1981 bis 1992 bei der Volkswagen AG in Wolfsburg Leiter des Zentralen Bildungswesens und zuständig für die Personalentwicklung. Dabei trug er besonders zur Reformierung der innerbetrieblichen beruflichen Schulung bei. 1988 nahm er eine Honorarprofessur für Bildungsökonomik/Wirtschaftslehre an der Technischen Universität Braunschweig an. Ebenfalls 1988 wurde er für zwei Jahre Mitglied der Hochschulstrukturkommission für das Land Niedersachsen. Von 1992 bis 1995 war er Leiter der Abteilung Bildungs- und Gesellschaftspolitische Projekte bei der Volkswagen AG. Im selben Zeitraum verstärkte er die Bildungskommission des Ministerpräsidenten des Landes Nordrhein-Westfalen. Darüber hinaus war er von 1992 bis 1998 Mitglied des Wissenschaftsrats. 1995 ging er in den Ruhestand.
Von 1996 bis 2002 war er Mitglied des Bildungsforums Sachsen beim Sächsischen Staatsminister für Kultus in Dresden und von 1999 bis 2002 Vorsitzender des Bildungsrates beim Niedersächsischen Ministerpräsidenten in Hannover. 2008 übernahm er noch einmal eine Aufgabe für die Wolfsburg AG, die daranging, eine auf Begabtenförderung und Internationalität fokussierte private Ganztagsschule zu gründen. Meyer-Dohm war als Leiter der Errichtungskommission für die Konzeption der „Neuen Schule Wolfsburg“ zuständig.
Peter Meyer-Dohm ist Autor einer Reihe von Büchern, Buchbeiträgen und Artikeln aus den Bereichen Bildungsarbeit, Ökonomie und Entwicklungsforschung sowie über den Buchmarkt allgemein wie auch speziell auf den Guru Pandurang Shastri Athavale bezogene Esoterik.

## Schriften nach Themengebiet (Auswahl)

### Bildungsarbeit
- (als Mitherausgeber) Produktionsarbeiter in angelernten Tätigkeiten. Eine Herausforderung für die Bildungsarbeit. Campus Verlag, Frankfurt am Main 1989, ISBN 3-593-34210-3.

### Ökonomie
- Sozialökonomische Aspekte der Konsumfreiheit. Untersuchungen zur Stellung des Konsumenten in der marktwirtschaftlichen Ordnung (= Beiträge zur Wirtschaftspolitik; Band 1). Rombach, Freiburg i. Br. 1965.

### Entwicklungsforschung
- Bildungsökonomische Probleme der Entwicklungsländer (= Bochumer Schriften zur Entwicklungsforschung und Entwicklungspolitik). Erdmann, Tübingen/Basel 1978, ISBN 3-7711-0230-8.
- (mit Shantilal Sarupria) Rajasthan. Dimensionen einer regionalen Entwicklung (= Bochumer Materialien zur Entwicklungsforschung und Entwicklungspolitik). Edition Erdmann im Thienemanns Verlag, Stuttgart 1985, ISBN 3-522-68070-7.

### Buchhandel
- Buchhandel als kulturwirtschaftliche Aufgabe (= Schriften zur Buchmarktforschung; Band 11). C. Bertelsmann Verlag, Gütersloh 1967.

### Esoterik
- The Fragrance of the Heart. Encounters with Dadaji. Kalakshetra Press, Madras 1995. Deutsch u.d.T. Der Duft des Herzens. Begegnungen mit Dadaji, 2011 als Download.

## Auszeichnungen
- 1965: Sonderpreis der Stiftung „Im Grüene“, Rüschlikon
- 1976: Honorary Doctor of Economics, Hanyang-Universität, Seoul
- 1979: Ehrenring der Stadt Bochum